# Girolamo Nerli
Girolamo Pieri Pecci Ballati Nerli, communément connu sous le nom de Girolamo Nerli, né le 21 février 1860  à Sienne en Toscane et mort le 24 juin 1926  à Nervi (un quartier résidentiel à la périphérie de Gênes), est un peintre italien de la fin du XIXe et du début du XXe siècle.

## Biographie
Né à Sienne en Italie d'un aristocrate italien, Ferdinando Pieri Nerli, son nom complet est Girolamo Pieri Pecci Ballati Nerli. Quatrième d'une famille de six enfants, il n'est pas un "Marchese", comme on l'appelait parfois, ni un "Comte", mais un "Patrizio di Siena", une distinction mineure qui témoigne de la grande ancienneté de sa famille. Son père épouse Henrietta Medwin, une Anglaise. Son père Thomas Medwin est une figure littéraire mineure dans le cercle de Byron, l'auteur du Journal of the Conversations of Lord Byron et de The Life of Percy Bysshe Shelley; Thomas Medwin est un cousin au second degré de Shelley du côté de ses deux parents. Girolamo étudie l'art à Florence sous la direction d'Antonio Ciseri et de Giovanni Muzzioli et est un membre plus jeune de l'école italienne Macchiaioli, les "peintres en patch", un mouvement italien qui anticipe l'impressionnisme français.
Il se rend en Australie en 1885 et passe du temps à Melbourne et à Sydney, où il est associé à Tom Roberts et à Arthur Streeton et a une influence sur Charles Conder à l'époque de l'école de Heidelberg. Le rôle de G. P. Nerli dans ce mouvement a est contesté mais sa présence et son influence sont indéniables.
Il se rend d'abord à Melbourne, mais en 1887, il est à Sydney où il rencontre Conder. Il y fait sensation à la fin de l'année avec son exposition de peintures d'orgies bacchanales, et en 1888, son portrait de l'actrice Myra Kemble attire l'attention lors de l'exposition de la Royal Art Society à Sydney. La liberté du pinceau et l'aspect inachevé des œuvres sont aussi excitants pour les connaisseurs que les sujets le sont pour le grand public. En 1889, il est de retour à Melbourne, apparemment en compagnie des peintres de Heidelberg. Fin 1889, il se rend à Dunedin, en Nouvelle-Zélande, pour l'exposition sur la Nouvelle-Zélande et les mers du Sud, où il rencontre l'artiste Alfred Henry O'Keeffe. Il retourne en Australie en 1890.
En août 1892, il se rend à Samoa et peint le célèbre portrait de R. L. Stevenson, aujourd'hui conservé à la Scottish National Portrait Gallery. Un portrait au pastel réalisé lors de la même visite est acheté par Scribner and Sons, New York, en 1923. Stevenson écrit des vers humoristiques en doggerel pour relater leur rencontre.
En 1893, G. P. Nerli retourne à Dunedin où il s'installe comme professeur d'art privé. Le "Signor Nerli" reste dans la ville un peu plus de trois ans, apportant une nouvelle vigueur au cercle présidé par W.M. Hodgkins et un glamour cosmopolite au deuxième cercle bohème de jeunes peintres de Dunedin. Il enseigne à Frances Hodgkins,  inspire O'Keeffe et a peut-être une liaison avec Grace Joel, une jeune femme artiste qu'il aurait également connue à Melbourne. En 1893, G. P. Nerli est élu au conseil de l'Otago Art Society et en 1894, il crée l'Otago Art Academy avec J.D. Perrett et L.W. Wilson dans l'Octagon de Dunedin. Ses cours d'art vivant faisant appel à un modèle nu professionnel connaît un tel succès que l'école d'art de Dunedin, gérée par le gouvernement, doit engager G. P. Nerli dans le même but. Il semble que ce soit le moyen par lequel la peinture de nu est inaugurée à l'école.
Fin 1896, G. P. Nerli quitte brusquement Dunedin, fait un bref séjour à Wellington et se rend à Auckland. Il y ouvre un studio et expose à l'Auckland Society of Arts en avril 1897. Il s'enfuit ensuite avec Marie Cecilia Josephine Barron qu'il épouse à Christchurch en Nouvelle-Zélande, en mars 1898. Elle est une vieille fille de 23 ans, et il dit qu'il est un bachelier et un artiste de 38 ans; il donne son nom comme Girolamo Pieri Ballati Pecci Nerli, mais le nom de famille dans l'index est "Pecci". Le couple s'embarque immédiatement pour l'Australie en s'installant d'abord à Sydney et ensuite à Melbourne. G. P. Nerli et sa femme retournent en Europe en 1904 où l'artiste passe le reste de sa vie, luttant contre des fortunes déclinantes, entre Londres et Nervi, Genova (Gênes) en Italie. Il meurt sans enfant à Nervi le 24 juin 1926.

## Œuvres
- Œuvres de la collection du Musée de la Nouvelle-Zélande Te Papa Tongarewa